# Wu Daozi
Wu Daozi (吳道子T, 吴道子S, Wú DàozǐP; Yuzhou, Xuchang, 680 c. – 760 circa) è stato un pittore cinese d'epoca Tang.
Michael Sullivan lo considera "uno dei maestri del secolo VII". Delle sue opere, pochissime sono giunte a noi, ma esistono diverse copie più tarde eseguite con inchiostro su pietra. Dalla tradizione, è considerato l'iniziatore della pittura di paesaggio.

## Opere e stile pittorico
Wu Daozi creò murali nei templi buddisti e taoisti, dipinse montagne, fiumi, fiori e uccelli. Wu usa il báimiáo (白描), un tipo di tratto con pennelo e inchiostro nero, vigoroso e sottile, che sprigiona una forza creativa ed un'energica immediatezza che fanno apparire le sue opere come delle sculture. Con questo tratto non si doveva interrompere il ritmo, dato che non era possibile alcun tipo di correzione o modifica. Wu si dedicava esclusivamente all'esecuzione di questa tecnica, delegando la colorazione del dipinto ai suoi coadiuvanti. Dalla critica classica cinese, Wu è considerato l'iniziatore della pittura di paesaggio, il più alto rappresentante della pittura di figura Tang e di quella buddista. Zhang Yanyuan, storico dell'arte posteriore e ammiratore di Wu, nel suo Lìdài mínghuà jì (歷代名畫記T), dichiara che la pittura di paesaggio fu principiata da Wu e migliorata da Li. Tuttavia, oggi si attribuisce l'inizio della pittura di paesaggio ai due Li (Li Sixun e Li Zhaodao) piuttosto che a Wu, data la posteriorità di quest'ultimo.

## Leggenda
C'è un mito sulla creazione da parte di Wu Daozi d'un murale commissionato dall'imperatore Tang Xuanzong. Il murale ritrae una ricca scena naturale d'una valle, con una stupenda varietà di flora e fauna. Wu Daozi dipinse la caverna ai piedi d'una montagna.
La storia racconta che egli batté le mani ed entrò nella caverna, invitando l'imperatore a seguirlo. L'entrata però si chiuse dietro il pittore e, prima che l'imperatore, sorpreso, poté proferire parola, il dipinto svanì dalla parete.
Un'altra leggenda narra che l'imperatore Xuanzong inviò Wu Daozi nel Sichuan per studiare le acque verdi del fiume Jialing, al fine di completare un murale del suo intero corso. Si racconta che Wu fece ritorno senza alcuno schizzo e dipinse l'intero fiume coll'ausilio della memoria, completando 300 lǐ in un singolo giorno. Talvolta alla leggenda s'aggiunge il fatto che la sua tecnica fu ostacolata da Li Sixun, che lo accompagnò e seguì la pratica tradizionale di operare lentamente a partire da numerose bozze. Estendendo la leggenda ad evento reale, tuttavia, essa riflette solo la velocità d'esecuzione di Wu piuttosto che una mancanza di dipendenza dagli schizzi.
Un altro mito riporta che un pittore trovò uno degli ultimi murali superstiti di Wu Daozi, imparò a imitarne lo stile, e poi distrusse il muro, in modo che nessun altro oltre a lui potesse imitare lo stile del grande Wu Daozi.